# Lissieu
Lissieu település Franciaországban, Métropole de Lyon különleges státuszú nagyvárosban (métropole: nagyjából „megyei jogú város”). Lakosainak száma 3193 fő (2022. január 1.). Lissieu Les Chères, Dardilly, Chasselay, Dommartin, Limonest és Marcilly-d'Azergues községekkel határos.

## Népesség
A település népességének változása:
| Lakosok száma | 3049 | 3096 | 3101 | 3202 | 3122 | 3128 | 3134 | 3157 | 3188 | 3193 |
|               | 2011 | 2013 | 2015 | 2016 | 2017 | 2018 | 2019 | 2020 | 2021 | 2022 |